# Сплавник лісу
«Сплавник лісу» (польс. Flis) — опера на одну дію польського композитора Станіслава Монюшка на лібрето Станіслава Богуславського. Прем'єра відбулася у Варшаві 24 вересня 1858 року.
- Антоній, багатий господар — бас
- Зося, його дочка — сопрано
- Франек, молодий сплавник лісу — тенор
- Якуб, перукар — баритон
- Шостак, колишній солдат — бас
- Фелікс, сплавник лісу — тенор
- крокви, односельчани, жителі села, діти.

## Зміст
Дія опери відбувається в селі на Віслі в XIX столітті
Опера оповідає про конфлікт, який стався між молодим сплавником лісу Франком та Якубом, що приїхав у село з міста. Обоє прагнули оженитись на дочці заможного господаря Зосі. Ця інтрига продовжується під акомпанемент молитов жителів села та ідилічних пісень. Закохані Зося та Франек не можуть одружитися, бо Антоній (батько дівчини) обіцяв дочку варшавському перукареві. Після того, як перукар приїжджає в село, Зося і Франек просять Антонія відмовитись від даної Якубу обіцянки. Розуміючи примарність своїх шансів, нещасний Франек вирішує переїхати у світ і присвятити всі свої сили пошуку брата, з яким він був розлучений у дитинстві. На щастя, виявляється, що брат був один і це - перукар Якуб. Якуб, дізнавшись, що його суперник є його братом і відчувши любов між Зосею і Франеком, врешті відмовляється від своїх намірів і поступається місцем братові.